# Giro da Sicília de 2019
A 24.ª edição do Giro de Sicília foi uma corrida de ciclismo de estrada por etapas que se celebrou entre 3 e 6 de abril de 2019 na Itália com início no município de Catania e final no Monte Etna sobre um percurso de 708 quilómetros.
Em 2019, 42 anos após a última edição, a corrida foi restaurada graças a um acordo entre a região de Sicília e os organizadores da RCS Sport entrando a fazer parte do UCI Europe Tour de 2019, dentro da categoria UCI 2.1.
O vencedor da prova foi o estadounidense Brandon McNulty da Rally UHC seguido do francês Guillaume Martin da Wanty-Gobert e o italiano Fausto Masnada da Androni Giocattoli-Sidermec.

## Equipas participantes
Tomaram parte na corrida 18 equipas: 1 de categoria UCI World Team; 10 de categoria Profissional Continental; e 7 de categoria Continental. Formando assim um pelotão de 123 ciclistas dos que acabaram 77. As equipas participantes foram:
| Equipe WorldTeam- UAE Team Emirates Equipes profissionais Continentais (10)- Androni Giocattoli-Sidermec - Bardiani CSF - Delko-Marseille Provence - Gazprom-RusVelo - Israel Cycling Academy - Neri Sottoli-Selle Italia-KTM - Nippo Vini Fantini Faizanè - Rally UHC Cycling - Riwal Readynez - Wanty-Groupe Gobert Equipes Continentais (7)- Amore & Vita-Prodir - Coldeportes Bicicletas Strongman - D'Amico-UM Tools - Giotti Victoria-Palomar - Kometa - Sangemini-Trevigiani-MG.Kvis - Team Colpack |
| |

## Percorrido
O Giro de Sicília dispôs de quatro etapas para um percurso total de 708 quilómetros, onde emerge como um repto de grande dificuldade por seu variado traçado. A primeira etapa apresenta um percurso plano óptimo para os sprinters, a segunda etapa apresenta uma maratoniana jornada em media montanha por uma zona central complicada pela ascensão ao povoamento Geraci Siculo pela região de Sicília, a terceira etapa apresenta um final complicado pelo encadeado à subida de Serra de Burgo e a chegada à costa ao centro urbano de Ragusa (cidade declarada como Património da Humanidade pela Unesco em 2002 denominado «Cidades do barroco tardio de Val di Noto»); finalmente o broche de ouro da corrida será o final em alto ao Monte Etna, até os 1 892 metros de altitude onde se localiza o Refúgio Giovanni Sapienza. Uma ascensão de 20 quilómetros que inicia desde a população de Nicolosi a mais de 7% pendente em media.
| Etapa | Data   | Percurso                 | type           | Distância (km) | Vencedor             | Líder geral          |
| ----- | ------ | ------------------------ | -------------- | -------------- | -------------------- | -------------------- |
| 1     | 3 abr. | Catânia – Milazzo        | etapa plana    | 165            | Riccardo Stacchiotti | Riccardo Stacchiotti |
| 2     | 4 abr. | Capo d'Orlando – Palermo | média montanha | 236            | Manuel Belletti      | Manuel Belletti      |
| 3     | 5 abr. | Caltanissetta – Ragusa   | média montanha | 188            | Brandon McNulty      | Brandon McNulty      |
| 4     | 6 abr. | Giardini-Naxos – Etna    | alta montanha  | 119            | Guillaume Martin     | Brandon McNulty      |

## Desenvolvimento da corrida

### 1.ª etapa
| Catânia - Milazzo | etapa plana | (165 km) |

| \| Classificação por etapas \| Classificação por etapas \| Classificação por etapas \| Classificação por etapas \| Classificação por etapas \| \| Ciclista \| Ciclista \| Equipe \| Tempo \| \| \| ------------------------ \| ------------------------ \| ----------------------------- \| ------------------------ \| ------------------------ \| \| 1. \| Riccardo Stacchiotti \| Giotti Victoria-Palomar \| 3h48m02s \| \| \| 2. \| Manuel Belletti \| Androni Giocattoli-Sidermec \| + 0s \| \| \| 3. \| Luca Pacioni \| Neri Sottoli-Selle Italia-KTM \| + 0s \| \| \| 4. \| Sergey Shilov \| Gazprom-RusVelo \| + 0s \| \| \| 5. \| Juan Sebastián Molano \| UAE Team Emirates \| + 0s \| \| \| 6. \| Iuri Filosi \| Delko Marseille Provence \| + 0s \| \| \| 7. \| Marco Tizza \| Amore & Vita-Prodir \| + 0s \| \| \| 8. \| Vincenzo Albanese \| Bardiani CSF \| + 0s \| \| \| 9. \| Damiano Cima \| Nippo-Vini Fantini-Faizanè \| + 0s \| \| \| 10. \| Colin Joyce \| Rally UHC Cycling \| + 0s \| \| |                       |                               |          |
| |                       |                               |          |
| Fonte: ProCyclingStats |                       |                               |          |
| Classificação por etapas |                       |                               |          |
| Ciclista | Ciclista              | Equipe                        | Tempo    |
| 1. | Riccardo Stacchiotti  | Giotti Victoria-Palomar       | 3h48m02s |
| 2. | Manuel Belletti       | Androni Giocattoli-Sidermec   | + 0s     |
| 3. | Luca Pacioni          | Neri Sottoli-Selle Italia-KTM | + 0s     |
| 4. | Sergey Shilov         | Gazprom-RusVelo               | + 0s     |
| 5. | Juan Sebastián Molano | UAE Team Emirates             | + 0s     |
| 6. | Iuri Filosi           | Delko Marseille Provence      | + 0s     |
| 7. | Marco Tizza           | Amore & Vita-Prodir           | + 0s     |
| 8. | Vincenzo Albanese     | Bardiani CSF                  | + 0s     |
| 9. | Damiano Cima          | Nippo-Vini Fantini-Faizanè    | + 0s     |
| 10. | Colin Joyce           | Rally UHC Cycling             | + 0s     |

| \| Classificação geral \| Classificação geral \| Classificação geral \| Classificação geral \| Classificação geral \| \| Ciclista \| Ciclista \| Equipe \| Tempo \| \| \| ------------------- \| --------------------- \| ----------------------------- \| ------------------- \| ------------------- \| \| 1. \| Riccardo Stacchiotti \| Giotti Victoria-Palomar \| 3h47m52s \| \| \| 2. \| Manuel Belletti \| Androni Giocattoli-Sidermec \| + 4s \| \| \| 3. \| Luca Pacioni \| Neri Sottoli-Selle Italia-KTM \| + 6s \| \| \| 4. \| Krister Hagen \| Riwal Readynez \| + 7s \| \| \| 5. \| Sergey Shilov \| Gazprom-RusVelo \| + 10s \| \| \| 6. \| Juan Sebastián Molano \| UAE Team Emirates \| + 10s \| \| \| 7. \| Iuri Filosi \| Delko Marseille Provence \| + 10s \| \| \| 8. \| Marco Tizza \| Amore & Vita-Prodir \| + 10s \| \| \| 9. \| Vincenzo Albanese \| Bardiani CSF \| + 10s \| \| \| 10. \| Damiano Cima \| Nippo-Vini Fantini-Faizanè \| + 10s \| \| |                       |                               |          |
| |                       |                               |          |
| Fonte: ProCyclingStats |                       |                               |          |
| Classificação geral |                       |                               |          |
| Ciclista | Ciclista              | Equipe                        | Tempo    |
| 1. | Riccardo Stacchiotti  | Giotti Victoria-Palomar       | 3h47m52s |
| 2. | Manuel Belletti       | Androni Giocattoli-Sidermec   | + 4s     |
| 3. | Luca Pacioni          | Neri Sottoli-Selle Italia-KTM | + 6s     |
| 4. | Krister Hagen         | Riwal Readynez                | + 7s     |
| 5. | Sergey Shilov         | Gazprom-RusVelo               | + 10s    |
| 6. | Juan Sebastián Molano | UAE Team Emirates             | + 10s    |
| 7. | Iuri Filosi           | Delko Marseille Provence      | + 10s    |
| 8. | Marco Tizza           | Amore & Vita-Prodir           | + 10s    |
| 9. | Vincenzo Albanese     | Bardiani CSF                  | + 10s    |
| 10. | Damiano Cima          | Nippo-Vini Fantini-Faizanè    | + 10s    |

### 2.ª etapa
| Capo d'Orlando - Palermo | média montanha | (236 km) |

| \| Classificação por etapas \| Classificação por etapas \| Classificação por etapas \| Classificação por etapas \| Classificação por etapas \| \| Ciclista \| Ciclista \| Equipe \| Tempo \| \| \| ------------------------ \| ------------------------ \| --------------------------- \| ------------------------ \| ------------------------ \| \| 1. \| Manuel Belletti \| Androni Giocattoli-Sidermec \| 6h16m16s \| \| \| 2. \| Riccardo Stacchiotti \| Giotti Victoria-Palomar \| + 0s \| \| \| 3. \| Juan Sebastián Molano \| UAE Team Emirates \| + 0s \| \| \| 4. \| Riccardo Minali \| Israel Cycling Academy \| + 0s \| \| \| 5. \| Colin Joyce \| Rally UHC Cycling \| + 0s \| \| \| 6. \| Sergey Shilov \| Gazprom-RusVelo \| + 0s \| \| \| 7. \| Paolo Totò \| Unieuro Wilier \| + 0s \| \| \| 8. \| Emanuele Onesti \| Giotti Victoria-Palomar \| + 0s \| \| \| 9. \| Marco Tizza \| Amore & Vita-Prodir \| + 0s \| \| \| 10. \| Marco Bernardinetti \| Amore & Vita-Prodir \| + 0s \| \| |                       |                             |          |
| |                       |                             |          |
| Fonte: ProCyclingStats |                       |                             |          |
| Classificação por etapas |                       |                             |          |
| Ciclista | Ciclista              | Equipe                      | Tempo    |
| 1. | Manuel Belletti       | Androni Giocattoli-Sidermec | 6h16m16s |
| 2. | Riccardo Stacchiotti  | Giotti Victoria-Palomar     | + 0s     |
| 3. | Juan Sebastián Molano | UAE Team Emirates           | + 0s     |
| 4. | Riccardo Minali       | Israel Cycling Academy      | + 0s     |
| 5. | Colin Joyce           | Rally UHC Cycling           | + 0s     |
| 6. | Sergey Shilov         | Gazprom-RusVelo             | + 0s     |
| 7. | Paolo Totò            | Unieuro Wilier              | + 0s     |
| 8. | Emanuele Onesti       | Giotti Victoria-Palomar     | + 0s     |
| 9. | Marco Tizza           | Amore & Vita-Prodir         | + 0s     |
| 10. | Marco Bernardinetti   | Amore & Vita-Prodir         | + 0s     |

| \| Classificação geral \| Classificação geral \| Classificação geral \| Classificação geral \| Classificação geral \| \| Ciclista \| Ciclista \| Equipe \| Tempo \| \| \| ------------------- \| --------------------- \| ----------------------------- \| ------------------- \| ------------------- \| \| 1. \| Manuel Belletti \| Androni Giocattoli-Sidermec \| 9h47m02s \| \| \| 2. \| Riccardo Stacchiotti \| Giotti Victoria-Palomar \| + 0s \| \| \| 3. \| Juan Sebastián Molano \| UAE Team Emirates \| + 12s \| \| \| 4. \| Luca Pacioni \| Neri Sottoli-Selle Italia-KTM \| + 12s \| \| \| 5. \| Krister Hagen \| Riwal Readynez \| + 13s \| \| \| 6. \| Andreas Kron \| Riwal Readynez \| + 13s \| \| \| 7. \| Andrea Toniatti \| Colpack \| + 14s \| \| \| 8. \| Viesturs Lukševics \| Amore & Vita-Prodir \| + 15s \| \| \| 9. \| Sergey Shilov \| Gazprom-RusVelo \| + 16s \| \| \| 10. \| Colin Joyce \| Rally UHC Cycling \| + 16s \| \| |                       |                               |          |
| |                       |                               |          |
| Fonte: ProCyclingStats |                       |                               |          |
| Classificação geral |                       |                               |          |
| Ciclista | Ciclista              | Equipe                        | Tempo    |
| 1. | Manuel Belletti       | Androni Giocattoli-Sidermec   | 9h47m02s |
| 2. | Riccardo Stacchiotti  | Giotti Victoria-Palomar       | + 0s     |
| 3. | Juan Sebastián Molano | UAE Team Emirates             | + 12s    |
| 4. | Luca Pacioni          | Neri Sottoli-Selle Italia-KTM | + 12s    |
| 5. | Krister Hagen         | Riwal Readynez                | + 13s    |
| 6. | Andreas Kron          | Riwal Readynez                | + 13s    |
| 7. | Andrea Toniatti       | Colpack                       | + 14s    |
| 8. | Viesturs Lukševics    | Amore & Vita-Prodir           | + 15s    |
| 9. | Sergey Shilov         | Gazprom-RusVelo               | + 16s    |
| 10. | Colin Joyce           | Rally UHC Cycling             | + 16s    |

### 3.ª etapa
| Caltanissetta - Ragusa | média montanha | (188 km) |

| \| Classificação por etapas \| Classificação por etapas \| Classificação por etapas \| Classificação por etapas \| Classificação por etapas \| \| Ciclista \| Ciclista \| Equipe \| Tempo \| \| \| ------------------------ \| ------------------------ \| ----------------------------- \| ------------------------ \| ------------------------ \| \| 1. \| Brandon McNulty \| Rally UHC Cycling \| 4h42m28s \| \| \| 2. \| Odd Christian Eiking \| Wanty-Gobert \| + 55s \| \| \| 3. \| Giovanni Visconti \| Neri Sottoli-Selle Italia-KTM \| + 56s \| \| \| 4. \| Federico Zurlo \| Giotti Victoria-Palomar \| + 56s \| \| \| 5. \| Paolo Totò \| Unieuro Wilier \| + 56s \| \| \| 6. \| Matteo Montaguti \| Androni Giocattoli-Sidermec \| + 56s \| \| \| 7. \| Jan Polanc \| UAE Team Emirates \| + 56s \| \| \| 8. \| Simone Petilli \| UAE Team Emirates \| + 56s \| \| \| 9. \| Guillaume Martin \| Wanty-Gobert \| + 56s \| \| \| 10. \| Fausto Masnada \| Androni Giocattoli-Sidermec \| + 56s \| \| |                      |                               |          |
| |                      |                               |          |
| Fonte: ProCyclingStats |                      |                               |          |
| Classificação por etapas |                      |                               |          |
| Ciclista | Ciclista             | Equipe                        | Tempo    |
| 1. | Brandon McNulty      | Rally UHC Cycling             | 4h42m28s |
| 2. | Odd Christian Eiking | Wanty-Gobert                  | + 55s    |
| 3. | Giovanni Visconti    | Neri Sottoli-Selle Italia-KTM | + 56s    |
| 4. | Federico Zurlo       | Giotti Victoria-Palomar       | + 56s    |
| 5. | Paolo Totò           | Unieuro Wilier                | + 56s    |
| 6. | Matteo Montaguti     | Androni Giocattoli-Sidermec   | + 56s    |
| 7. | Jan Polanc           | UAE Team Emirates             | + 56s    |
| 8. | Simone Petilli       | UAE Team Emirates             | + 56s    |
| 9. | Guillaume Martin     | Wanty-Gobert                  | + 56s    |
| 10. | Fausto Masnada       | Androni Giocattoli-Sidermec   | + 56s    |

| \| Classificação geral \| Classificação geral \| Classificação geral \| Classificação geral \| Classificação geral \| \| Ciclista \| Ciclista \| Equipe \| Tempo \| \| \| ------------------- \| -------------------- \| ----------------------------- \| ------------------- \| ------------------- \| \| 1. \| Brandon McNulty \| Rally UHC Cycling \| 14h29m36s \| \| \| 2. \| Odd Christian Eiking \| Wanty-Gobert \| + 59s \| \| \| 3. \| Giovanni Visconti \| Neri Sottoli-Selle Italia-KTM \| + 1m02s \| \| \| 4. \| Marco Tizza \| Amore & Vita-Prodir \| + 1m06s \| \| \| 5. \| Paolo Totò \| Unieuro Wilier \| + 1m06s \| \| \| 6. \| Guillaume Martin \| Wanty-Gobert \| + 1m06s \| \| \| 7. \| Jan Polanc \| UAE Team Emirates \| + 1m06s \| \| \| 8. \| Matteo Montaguti \| Androni Giocattoli-Sidermec \| + 1m06s \| \| \| 9. \| Aleksandr Vlasov \| Gazprom-RusVelo \| + 1m06s \| \| \| 10. \| Simone Petilli \| UAE Team Emirates \| + 1m06s \| \| |                      |                               |           |
| |                      |                               |           |
| Fonte: ProCyclingStats |                      |                               |           |
| Classificação geral |                      |                               |           |
| Ciclista | Ciclista             | Equipe                        | Tempo     |
| 1. | Brandon McNulty      | Rally UHC Cycling             | 14h29m36s |
| 2. | Odd Christian Eiking | Wanty-Gobert                  | + 59s     |
| 3. | Giovanni Visconti    | Neri Sottoli-Selle Italia-KTM | + 1m02s   |
| 4. | Marco Tizza          | Amore & Vita-Prodir           | + 1m06s   |
| 5. | Paolo Totò           | Unieuro Wilier                | + 1m06s   |
| 6. | Guillaume Martin     | Wanty-Gobert                  | + 1m06s   |
| 7. | Jan Polanc           | UAE Team Emirates             | + 1m06s   |
| 8. | Matteo Montaguti     | Androni Giocattoli-Sidermec   | + 1m06s   |
| 9. | Aleksandr Vlasov     | Gazprom-RusVelo               | + 1m06s   |
| 10. | Simone Petilli       | UAE Team Emirates             | + 1m06s   |

### 4.ª etapa
| Giardini-Naxos - Etna | alta montanha | (119 km) |

| \| Classificação por etapas \| Classificação por etapas \| Classificação por etapas \| Classificação por etapas \| Classificação por etapas \| \| Ciclista \| Ciclista \| Equipe \| Tempo \| \| \| ------------------------ \| ------------------------ \| ----------------------------- \| ------------------------ \| ------------------------ \| \| 1. \| Guillaume Martin \| Wanty-Gobert \| 3h37m34s \| \| \| 2. \| Fausto Masnada \| Androni Giocattoli-Sidermec \| + 10s \| \| \| 3. \| Dayer Quintana \| Neri Sottoli-Selle Italia-KTM \| + 13s \| \| \| 4. \| Brandon McNulty \| Rally UHC Cycling \| + 14s \| \| \| 5. \| Aleksandr Vlasov \| Gazprom-RusVelo \| + 22s \| \| \| 6. \| Giovanni Visconti \| Neri Sottoli-Selle Italia-KTM \| + 36s \| \| \| 7. \| Jan Polanc \| UAE Team Emirates \| + 42s \| \| \| 8. \| Matteo Badilatti \| Israel Cycling Academy \| + 44s \| \| \| 9. \| Michel Ries \| Kometa \| + 56s \| \| \| 10. \| Mauro Finetto \| Delko Marseille Provence \| + 1m11s \| \| |                   |                               |          |
| |                   |                               |          |
| Fonte: ProCyclingStats |                   |                               |          |
| Classificação por etapas |                   |                               |          |
| Ciclista | Ciclista          | Equipe                        | Tempo    |
| 1. | Guillaume Martin  | Wanty-Gobert                  | 3h37m34s |
| 2. | Fausto Masnada    | Androni Giocattoli-Sidermec   | + 10s    |
| 3. | Dayer Quintana    | Neri Sottoli-Selle Italia-KTM | + 13s    |
| 4. | Brandon McNulty   | Rally UHC Cycling             | + 14s    |
| 5. | Aleksandr Vlasov  | Gazprom-RusVelo               | + 22s    |
| 6. | Giovanni Visconti | Neri Sottoli-Selle Italia-KTM | + 36s    |
| 7. | Jan Polanc        | UAE Team Emirates             | + 42s    |
| 8. | Matteo Badilatti  | Israel Cycling Academy        | + 44s    |
| 9. | Michel Ries       | Kometa                        | + 56s    |
| 10. | Mauro Finetto     | Delko Marseille Provence      | + 1m11s  |

## Classificações finais
- As classificações finalizaram da seguinte forma:[4]

### Classificação geral
| \| Classificação geral \| Classificação geral \| Classificação geral \| Classificação geral \| Classificação geral \| \| Ciclista \| Ciclista \| Equipe \| Tempo \| \| \| ------------------- \| ------------------- \| ----------------------------- \| ------------------- \| ------------------- \| \| 1. \| Brandon McNulty \| Rally UHC Cycling \| 18h07m24s \| \| \| 2. \| Guillaume Martin \| Wanty-Gobert \| + 42s \| \| \| 3. \| Fausto Masnada \| Androni Giocattoli-Sidermec \| + 56s \| \| \| 4. \| Aleksandr Vlasov \| Gazprom-RusVelo \| + 1m11s \| \| \| 5. \| Giovanni Visconti \| Neri Sottoli-Selle Italia-KTM \| + 1m24s \| \| \| 6. \| Jan Polanc \| UAE Team Emirates \| + 1m34s \| \| \| 7. \| Dayer Quintana \| Neri Sottoli-Selle Italia-KTM \| + 2m02s \| \| \| 8. \| Mauro Finetto \| Delko Marseille Provence \| + 2m03s \| \| \| 9. \| Michel Ries \| Kometa \| + 2m11s \| \| \| 10. \| Simone Petilli \| UAE Team Emirates \| + 2m16s \| \| |                   |                               |           |
| |                   |                               |           |
| Fonte: ProCyclingStats |                   |                               |           |
| Classificação geral |                   |                               |           |
| Ciclista | Ciclista          | Equipe                        | Tempo     |
| 1. | Brandon McNulty   | Rally UHC Cycling             | 18h07m24s |
| 2. | Guillaume Martin  | Wanty-Gobert                  | + 42s     |
| 3. | Fausto Masnada    | Androni Giocattoli-Sidermec   | + 56s     |
| 4. | Aleksandr Vlasov  | Gazprom-RusVelo               | + 1m11s   |
| 5. | Giovanni Visconti | Neri Sottoli-Selle Italia-KTM | + 1m24s   |
| 6. | Jan Polanc        | UAE Team Emirates             | + 1m34s   |
| 7. | Dayer Quintana    | Neri Sottoli-Selle Italia-KTM | + 2m02s   |
| 8. | Mauro Finetto     | Delko Marseille Provence      | + 2m03s   |
| 9. | Michel Ries       | Kometa                        | + 2m11s   |
| 10. | Simone Petilli    | UAE Team Emirates             | + 2m16s   |

### Classificação da montanha
| Classificação da montanha | Classificação da montanha | Classificação da montanha     | Classificação da montanha | Classificação da montanha |
| Ciclista                  | Ciclista                  | Equipe                        | Pontos                    |                           |
| ------------------------- | ------------------------- | ----------------------------- | ------------------------- | ------------------------- |
| 1.                        | Fausto Masnada            | Androni Giocattoli-Sidermec   | 27 pts                    |                           |
| 2.                        | Guillaume Martin          | Wanty-Gobert                  | 20 pts                    |                           |
| 3.                        | Brandon McNulty           | Rally UHC Cycling             | 12 pts                    |                           |
| 4.                        | Aleksandr Vlasov          | Gazprom-RusVelo               | 12 pts                    |                           |
| 5.                        | Simone Petilli            | UAE Team Emirates             | 10 pts                    |                           |
| 6.                        | Dayer Quintana            | Neri Sottoli-Selle Italia-KTM | 9 pts                     |                           |
| 7.                        | Fabien Doubey             | Wanty-Gobert                  | 5 pts                     |                           |
| 8.                        | Isaac Cantón              | Kometa                        | 5 pts                     |                           |
| 9.                        | Diego Pablo Sevilla       | Kometa                        | 5 pts                     |                           |
| 10.                       | Giovanni Visconti         | Neri Sottoli-Selle Italia-KTM | 3 pts                     |                           |

### Classificação por pontos
| Classificação por pontos | Classificação por pontos | Classificação por pontos      | Classificação por pontos | Classificação por pontos |
| Ciclista                 | Ciclista                 | Equipe                        | Pontos                   |                          |
| ------------------------ | ------------------------ | ----------------------------- | ------------------------ | ------------------------ |
| 1.                       | Manuel Belletti          | Androni Giocattoli-Sidermec   | 25 pts                   |                          |
| 2.                       | Brandon McNulty          | Rally UHC Cycling             | 19 pts                   |                          |
| 3.                       | Guillaume Martin         | Wanty-Gobert                  | 14 pts                   |                          |
| 4.                       | Giovanni Visconti        | Neri Sottoli-Selle Italia-KTM | 13 pts                   |                          |
| 5.                       | Sergey Shilov            | Gazprom-RusVelo               | 12 pts                   |                          |
| 6.                       | Aleksandr Vlasov         | Gazprom-RusVelo               | 11 pts                   |                          |
| 7.                       | Fausto Masnada           | Androni Giocattoli-Sidermec   | 11 pts                   |                          |
| 8.                       | Odd Christian Eiking     | Wanty-Gobert                  | 10 pts                   |                          |
| 9.                       | Paolo Totò               | Unieuro Wilier                | 10 pts                   |                          |
| 10.                      | Colin Joyce              | Rally UHC Cycling             | 9 pts                    |                          |

### Classificação dos jovens
| Classificação dos jovens | Classificação dos jovens | Classificação dos jovens         | Classificação dos jovens | Classificação dos jovens |
| Ciclista                 | Ciclista                 | Equipe                           | Tempo                    |                          |
| ------------------------ | ------------------------ | -------------------------------- | ------------------------ | ------------------------ |
| 1.                       | Brandon McNulty          | Rally UHC Cycling                | 18h07m24s                |                          |
| 2.                       | Aleksandr Vlasov         | Gazprom-RusVelo                  | + 1m11s                  |                          |
| 3.                       | Diego Pablo Sevilla      | Kometa                           | + 2m11s                  |                          |
| 4.                       | Odd Christian Eiking     | Wanty-Gobert                     | + 3m25s                  |                          |
| 5.                       | Juan Pedro López         | Kometa                           | + 3m36s                  |                          |
| 6.                       | Alejandro Osorio         | Nippo-Vini Fantini-Faizanè       | + 3m58s                  |                          |
| 7.                       | Simone Velasco           | Neri Sottoli-Selle Italia-KTM    | + 4m08s                  |                          |
| 8.                       | Federico Zurlo           | Giotti Victoria-Palomar          | + 5m02s                  |                          |
| 9.                       | Jonathan Cañaveral       | Coldeportes Bicicletas Strongman | + 5m11s                  |                          |
| 10.                      | Stefano Oldani           | Kometa                           | + 6m24s                  |                          |

## Evolução das classificações
| Etapa                 | Vencedor              | Classificação geral  | Classificação da montanha | Classificação dos pontos | Classificação dos jovens |
| --------------------- | --------------------- | -------------------- | ------------------------- | ------------------------ | ------------------------ |
| 1.ª                   | Riccardo Stacchiotti  | Riccardo Stacchiotti | Isaac Cantón              | Riccardo Stacchiotti     | Juan Sebastián Molano    |
| 2.ª                   | Manuel Belletti       | Manuel Belletti      | Isaac Cantón              | Manuel Belletti          | Juan Sebastián Molano    |
| 3.ª                   | Brandon McNulty       | Brandon McNulty      | Fausto Masnada            | Manuel Belletti          | Brandon McNulty          |
| 4.ª                   | Guillaume Martin      | Brandon McNulty      | Fausto Masnada            | Manuel Belletti          | Brandon McNulty          |
| Classificações finais | Classificações finais | Brandon McNulty      | Fausto Masnada            | Manuel Belletti          | Brandon McNulty          |

## UCI World Ranking
O Giro de Sicília outorgou pontos para o UCI World Ranking para corredores das equipas nas categorias UCI World Team, Profissional Continental e Equipas Continentais. As seguintes tabelas mostram o barómetro de pontuação e os 10 corredores que obtiveram mais pontos:
| Posição             | 1.º | 2.º | 3.º | 4.º | 5.º | 6.º | 7.º | 8.º | 9.º | 10.º | 11.º | 12.º | 13.º-15.º | 16.º-25.º |
| Classificação geral | 125 | 85  | 70  | 60  | 50  | 40  | 35  | 30  | 25  | 20   | 15   | 10   | 5         | 3         |
| Por etapa           | 14  | 5   | 3   |     |     |     |     |     |     |      |      |      |           |           |
| Líder               | 3   |     |     |     |     |     |     |     |     |      |      |      |           |           |

| Classificação    |                   |                               |       |       |       |       |
| Posição          | Ciclista          | Equipa                        | Geral | Etapa | Líder | Total |
| ---------------- | ----------------- | ----------------------------- | ----- | ----- | ----- | ----- |
| align=center1.º  | Brandon McNulty   | Rally UHC                     | 125   | 14    | 3     | 142   |
| align=center2.º  | Guillaume Martin  | Wanty-Gobert                  | 85    | 14    | -     | 99    |
| align=center3.º  | Fausto Masnada    | Androni Giocattoli-Sidermec   | 70    | 5     | -     | 75    |
| align=center4.º  | Aleksandr Vlasov  | Gazprom-RusVelo               | 60    | -     | -     | 60    |
| align=center5.º  | Giovanni Visconti | Neri Sottoli-Selle Italia-KTM | 50    | 3     | -     | 53    |
| align=center6.º  | Jan Polanc        | UAE Emirates                  | 40    | -     | -     | 40    |
| align=center7.º  | Dayer Quintana    | Neri Sottoli-Selle Italia-KTM | 35    | 3     | -     | 38    |
| align=center8.º  | Mauro Finetto     | Delko Marseille Provence      | 30    | -     | -     | 30    |
| align=center9.º  | Michel Ries       | Kometa                        | 25    | -     | -     | 25    |
| align=center10.º | Manuel Belletti   | Androni Giocattoli-Sidermec   | -     | 19    | 3     | 22    |